# Andrey Amador
Andrey Amador Bikazakova (* 29. August 1986 in San José) ist ein ehemaliger costa-ricanischer Radrennfahrer.

## Sportliche Karriere
Als Nachwuchsfahrer gewann Andrey Amador im Jahr 2007 eine Etappe der Vuelta a Navarra und setzte sich im Prolog der Tour de l’Avenir 2008 durch, die er auf dem fünften Gesamtrang beendete.
Mit der Saison 2009 startete er für die spanische Caisse d’Epargne Mannschaft, die später unter dem Namen Movistar Team als UCI WorldTeam fuhr. Im Jahr 2010 bestritt Amador mit dem Giro d’Italia seine erste Grand Tour, die er auf dem 41. Gesamtrang beendete. Ein Jahr später startete er als erster Costa Ricaner bei der Tour de France und belegte den 166. Platz. Im Jahr 2012 feierte Amador seinen bislang größten Erfolg, als er die 14. Etappe des Giro d’Italia gewann, die mit einer Bergankunft in Breuil-Cervinia zu Ende ging. Bei den Olympischen Spielen in London trat er erstmals für Costa Rica an und belegte den 35. Rang.
Im Jahr 2013 zeigte Amador mit Platz acht bei Tirreno–Adriatico erstmals seine Qualitäten als Gesamtklassement-Fahrer auf, fuhr jedoch auch bei dem belgischen Eintagesrennen Gent–Wevelgem in die Top 10. Bei den Grand Tours stellte er sich in die Dienste von Nairo Quintana und Alejandro Valverde, wobei er mit seinen Teamkollegen das Mannschaftszeitfahren der Vuelta a España 2014 gewann.
Im Jahr 2015 ging Amador als Co-Leader an der Seite von Beñat Intxausti an den Start des Giro d’Italia. Nachdem sein Teamkollege bereits auf den ersten Etappen viel Zeit verloren hatte, stieg Amador zum Kapitän der Mannschaft auf und belegte schlussendlich den fünften Gesamtrang. Bei der Vuelta a España 2015 fungierte er dennoch als Helfer, ehe er mit seinen Teamkollegen Bronze im Mannschaftszeitfahren der Straßenradsport-Weltmeisterschaften holte. Ein Jahr später ging Amador beim Giro d’Italia 2016 gemeinsam mit Alejandro Valverde ins Rennen und eroberte auf der 13. Etappe die Maglia Rosa. Er stand dennoch weiterhin in den Diensten seines Kapitäns Alejandro Valverde und verlor die Führung des Rennens auf der folgenden Etappe an Steven Kruijswijk. In der Gesamtwertung der wurde Amador Achter. Im Dezember 2016 trainierte Amador in seinem Heimatland verbotenerweise auf der Autobahn zwischen San José und Escazú. Daraufhin requirierte die Verkehrspolizei sein Rennrad. Ab dem Jahr 2017 nahm er erneut vermehrt die Helferrolle ein und bestritt in seinen letzten drei Jahren sechs weitere Grand Tours für das Movistar Team. Im Jahr 2018 gewann er die Klasika Primavera de Amorebieta vor seinem Teamkollegen Alejandro Valverde, der ihm den Sieg überließ.
Im Jahr 2020 wechselte Amador gemeinsam mit Richard Carapaz zum Team Ineos (später Ineos Grenadiers), wo er erneut als wichtiger Helfer bei der Tour de France und Vuelta a España fuhr.
Nachdem er in den nachfolgenden beiden Jahren keinen Grand Tour-Einsatz bekommen hatte, folgte er Richard Carapaz im Jahr 2023 zum Team EF Education-EasyPost um den Ecuadorianer bei der Tour de France zu unterstützen. Dieser schied jedoch bereits nach der 1. Etappe aufgrund eines Sturzes aus. Amador belegte den 110. Gesamtrang. Am 10. Mai 2024 wurde Andrey Amador unweit von Girona von einem Lastwagen angefahren und zog sich dabei Frakturen am Fuß und Knöchel zu. Nachdem er im Jahr 2024 kein weiteres Rennen bestritten hatte, gab er im November mit 38 Jahren sein Karriereende bekannt.

## Erfolge
2007
- eine Etappe Vuelta a Navarra

2008
- eine Etappe Tour de l’Avenir

2012
- eine Etappe Giro d’Italia

2014
- Mannschaftszeitfahren Vuelta a España

2015
- Weltmeisterschaft – Mannschaftszeitfahren

2018
- Klasika Primavera

## Grand-Tour-Platzierungen
| Grand Tour            | 2010 | 2011 | 2012 | 2013 | 2014 | 2015 | 2016 | 2017 | 2018 | 2019 | 2020 | 2021 | 2022 | 2023 |
| --------------------- | ---- | ---- | ---- | ---- | ---- | ---- | ---- | ---- | ---- | ---- | ---- | ---- | ---- | ---- |
| Giro d’ItaliaGiro     | 41   | –    | 29   | –    | 110  | 4    | 8    | 18   | –    | 39   | –    | –    | –    | –    |
| Tour de FranceTour    | –    | 166  | –    | 54   | –    | –    | –    | 87   | 50   | 55   | 77   | –    | –    | 110  |
| Vuelta a EspañaVuelta | –    | –    | –    | –    | 30   | 40   | –    | –    | 93   | –    | 52   | –    | –    | –    |